# ンビニ
ンビニ(Mbini)は赤道ギニア共和国の都市。赤道ギニアの版図のうち、大陸側にあたるリオ・ムニ西部にあるリトラル県中部の都市。ムビニとも。ンビニとはンドウェ語でリオ・ムニのことを指す。1994年現在の人口は14,034人。

## 地理
ベニト川に面しており、対岸のボロンドとはフェリーで結ばれている。

## 産業
海産物や砂浜で知られる。